# محمد منصور
محمد منصور (به انگلیسی: Mohamed Mansour) (زاده ۱۹۴۸) کارآفرین، سرمایه‌دار و مدیر ارشد اجرایی مصری است، که در سال ۱۹۸۳ گروه منصور را تأسیس نمود. وی هم‌اکنون با دارایی خالص ۳٫۱ میلیارد دلار به‌عنوان دومین فرد ثروتمند مصر شناخته می‌شود.